# Basketballnationalmannschaft von Gibraltar
Die Basketballnationalmannschaft von Gibraltar repräsentiert Gibraltar bei Basketball-Länderspielen der Herren, etwa bei internationalen Turnieren und bei Freundschaftsspielen.
Das Team konnte sich bisher nicht für Olympische Spiele, Weltmeisterschaften oder Europameisterschaften qualifizieren. 

## Geschichte
Die Basketballnationalmannschaft von Gibraltar ist seit 1985 Mitglied der FIBA Europa und nahm bisher ausschließlich an Wettbewerben teil, die für Kleinstaaten eingeführt wurden. Bei den FIBA Europameisterschaften für kleine Länder nahm das Team bisher 13 Mal teil. Die beste erreichte Platzierung war der vierte Rang im Jahr 1998. 
Zudem nimmt das Basketballteam auch an den Island Games teil, wo bei den bisher sechs Teilnahmen mit der Bronzemedaille 2001 das beste Ergebnis erzielt wurde.

## Abschneiden bei internationalen Wettbewerben
| - noch nie qualifiziert |  | - noch nie qualifiziert |

### Europameisterschaften
- noch nie qualifiziert